# Nomada esana
Nomada esana är en biart som beskrevs av Kazuhiko Tsuneki 1973. Nomada esana ingår i släktet gökbin, och familjen långtungebin. Inga underarter finns listade i Catalogue of Life.